# Marco Rancati
Marco Rancati (Piacenza, 16 marzo 1957) è un cantante italiano.

## Biografia
Inizia la carriera come cantante del complesso Eva 2000, con cui incide anche un album e con cui partecipa al Festival di Sanremo 1975. In seguito da solista utilizza lo pseudonimo di Daniel Danieli, e nel 1979 vince il Festival di Castrocaro.
Nel 1980 pubblica il 45 giri Freddo diamante/Tu violenza, la cui facciata B, col testo di Gianni Greco e la musica di Marco Zoccheddu e Gianfranco Reverberi, si segnala maggiormente per l'originalità e profondità del testo, in cui un giovane si rivolge direttamente alla violenza, le cui pulsioni lo assalgono. La canzone di Greco-Zoccheddu-Reverberi fu poi inviata dal discografico di Daniel Danielì, Sandro Coppola, della Delta e dell'Atlas Record, all'autore Domenico Politanò, detto Mimmo, con la specifica richiesta di scrivere un testo per il mercato spagnolo che non tenesse conto di quello originale, troppo impegnato, di Gianni Greco. Politanò lo cambiò intitolandolo più ordinariamente "Sin ti (vivir no sé)" ("Non so vivere senza di te"). La canzone, incisa sempre da Daniel Danieli, fu scelta come sigla della telenovela argentina "Tengo calle".
La collaborazione con il musicista e produttore Davide Corradi fa nascere La Collina l’EP,  pubblicato da Level49 e distribuito in tutte le piattaforme digitali sarà la base del repertorio dell’omonimo tour che nel 2017 partirà da Buenos Aires
Nel 1982 viene pubblicato il 45 giri Ok ok/Sei tutto quello che vorrei.
Nel 1985 partecipa al Festival di Sanremo con il brano Occhi neri, che si classifica al quinto posto nella sezione "Nuove Proposte".
Nel 1992 è cofondatore del gruppo Animali Rari, che pubblica nello stesso anno il suo album di debutto eponimo, seguito nel 2006 da Stagioni e nel 2009 da "Sottosopra".
Dal gennaio 2009 è vice-direttore del coro gospel nazionale, denominato Nicolini Gospel Choribus.
Il brano I motivi della Terra è sigla del 1º Festival "Un Bosco per Kyoto". Nel dicembre del 2010 è proposto in versione digitale in lingua italiana, inglese e spagnola.
Nel 2013 nasce la band ‘Shout’ dall'unione di cinque musicisti. Marco Rancati è di nuovo sul palco come vocalist degli Shout.
Nel 2017 partecipa al talent show di Canale 5, The Winner Is.
Nel 2023 partecipa alla terza edizione di The Voice Senior nel team di Gigi D'Alessio

## Discografia

### Singoli
- 1975 - In amore non si può mentire/Casa popolare) (Cetra, Sp 1577) (come Eva 2000) (45 giri)
- 1979 - It's never too late/Heart of stone) (Atlas records, 5910 101) (come Daniel Danieli) (45 giri)
- 1979 - Miel Para El Oso (Honey for Bears)/Buenas Vibraciones (Good Vibrations) (CBS, 6403) (come Daniel Danieli) (45 giri)
- 1980 - Ciao, come stai?/Lei, lei (ATLAS, 5910-AT-107) (come Daniel Danieli) (45 giri)
- 1980 - Freddo diamante/Tu violenza (ATLAS, 5910 AT 114) (come Daniel Danieli) (45 giri)
- 1981 - Sin Ti Vivir no se/Hola! Como Estas (CARNABY, MO 2044) (come Daniel Danieli) (45 giri)
- 1982 - Estrella mia/Pequena mia (CARNABY, MO 2136) (come Daniel Danieli) (45 giri)
- 1982 - Ok ok/Sei tutto quello che vorrei (ATLAS, 5910 AT 119) (come Daniel Danieli) (45 giri)
- 1984 - Take Me/Wheels of Time (CGD, 23007) (come Mark Rancati) (45 giri)
- 1985 - Occhi neri/Take me (CGD, 10602) (45 giri)
- 1985 - Velocità lucidamente/Ribelli (CGD, 10619) (45 giri)
- 1987 - Jane/No way to win(No way too lose) (Cbs, CBS 651340 7 ) (come Rankati) (45 giri)
- 1992 – Già Colpevoli (Palladium) (Cd single promo) CS 003 (come Animali rari)
- 2010 – I motivi della terra (Pomodoro Studio) (singolo digitale)
- 2010 – The reasons of the earth (Pomodoro Studio) (singolo digitale)
- 2010 – Los motivos de la tierra (Pomodoro Studio) (singolo digitale)

### Album
- 1978 – Honey For Bears (Atlas Records) (come Daniel Danieli) (33 giri)
- 1982 – Daniel Danieli (Atlas Records) (come Daniel Danieli) (33 giri)
- 1992 – Animali rari (Palladium) PAL CD 003 (come Animali rari) (Cd)
- 2006 – Animali rari-Stagioni (Ice records) ICE 001096 (come Animali rari) ((Cd)
- 2010 – The reasons of the earth (Always) (EP digitale)
- 2017 – La collina (Level 49) (EP digitale)